# John Iweyn
John Iweyn (mort le 28 mai 1321) est un noble et chevalier anglais du début du XIVe siècle.

## Biographie
John Iweyn est issu de la basse noblesse et possède des terres dans le Herefordshire. Au début du XIVe siècle, il est l'administrateur du seigneur anglais de Gower, Guillaume VII de Briouze, qui lui donne comme fief en 1302 le château de Loughor. Briouze est impopulaire auprès de ses vassaux, et lorsque William de Langton tente en mars 1302 de se plaindre auprès du roi Édouard Ier, il est capturé par Iweyn et incarcéré au château d'Oystermouth jusqu'à ce qu'il retire sa plainte.
En 1318, Iweyn entre au service d'Hugues le Despenser, nouveau favori du roi Édouard II. Dès l'année suivante, il est nommé par Despenser shérif du Carmarthenshire. Après la confiscation des terres de Briouze en novembre 1320 au profit de Despenser, Iweyn est nommé shérif du Glamorgan. Les abus de Despenser poussent à la rébellion les seigneurs des Marches galloises ainsi que la population locale : la guerre des Despenser éclate en mai 1321. Iweyn défend sans succès Neath contre les barons révoltés, mais est capturé et transféré à Swansea. Le gendre de Briouze, John de Mowbray, accuse Iweyn d'avoir soutenu Despenser dans la spoliation de Gower et le fait sommairement exécuter,.